# USS Finback (SSN-670)

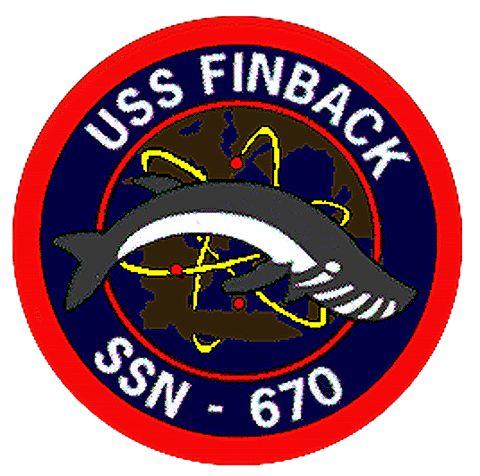
Эмблема USS «Finback» (SSN-670)

«Финбэк» (рус. кит-полосатик) — (англ. USS «Finback» (SSN-670)), 22 подводная лодка проекта «Стёджен». «Финбэк» — вторая подводная лодка в составе ВМФ США с таким названием. Первая — USS Finback (SS-230) — лодка класса «Гато».
Заказана ВМФ США 9 марта 1965 года, заложена 26 июня 1967 года и спущена на воду 7 декабря 1968 года.
Построен компанией Northrop Grumman Shipbuilding (NGSB) на верфях Newport News Shipbuilding and Dry Dock Company в городе Ньюпорт-Ньюс, штат Виргиния.

## История
9 марта 1965 года ВМФ США предоставил подряд на постройку подлодки компании Northrop Grumman Shipbuilding (NGSB) и 26 июня 1967 года на верфях Newport News Shipbuilding and Dry Dock Company был заложен киль подводной лодки. Подводная лодка была спущена на воду 7 декабря 1968 года а 4 февраля 1970 года введен в состав флота под руководством капитана Роберта Остина.
Портом приписки «Финбэк» являлась база ВМФ в Норфолке, штат Виргиния.
По большей части, с момента ввода в эксплуатацию, «Финбэк» занимался патрулированием акватории Атлантического океана и Средиземного моря в поисках подводных лодок и надводных кораблей ВМФ СССР, а впоследствии ВМФ России.
В 1974 году в порту Норфолк «Финбэк» столкнулся с спасательным судном ВМФ США «Киттивэйк».
В 1986 году «Финбэк» выиграл ежегодную премию Marjorie Sterrett Battleship Fund Award — премию вручаемую начальником Оперативного штаба ВМС ВМФ США для улучшения условий пребывания экипажа на борту боевого корабля. Премия вручается раз в год, по одному боевому кораблю из Атлантического и Тихоокеанского флотов ВМФ США.
13 ноября 1989 года на подлодке произошло возгорание, не приведшее к жертвам и не нанёсшее значительного ущерба. Инцидент произошёл у берегов штата Виргиния, и подводной лодке пришлось вернуться на базу в Норфолке.
28 марта 1997 года «Финбэк» был выведен из состава флота и направлен на утилизацию на военно-морскую верфь Пьюджет-Саунд (Бремертон, штат Вашингтон) в рамках программы по утилизации кораблей и подводных лодок ВМФ США. Утилизация была полностью завершена 30 октября 1997 года.